# Utu

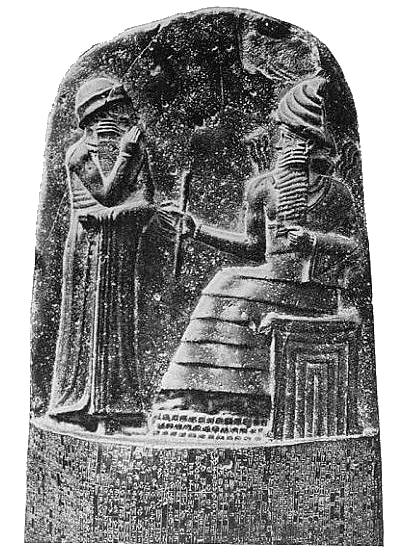
Shamash (așezat), reprezentat oferind simboluri de autoritate lui Hammurabi (relief de pe partea superioară a stelei codului de legi a lui Hammurabi)

Utu (sau Shamash) este zeul sumerian al Soarelui, tatăl zeului Enmerkar. Utu ulterior venerat de popoarele est-semitice ca Shamash, a fost vechiul zeu Mesopotamian al soarelui, al dreptatii, moralitatii și adevărului, și fratele gemene al zeiței Inanna, Regina Cerului. Templele sale principale erau în orașele Sippar și Larsa. Se credea că merge prin ceruri în carul său de soare și ca vede toate lucrurile care s-au întâmplat în acea zi. El a fost executorul justitiei divine și s-a gândit să îi ajute pe cei aflați în primejdie. Potrivit mitologiei sumeriene, el a ajutat la protejarea lui Dumuzid când demonii galla au încercat să-l tragă în infern și i-a apărut eroului Ziusudra după Marele Potop. În Epopeea lui Gilgamesh, Shamash îl ajută pe Gilgameș să învingă pe Humbaba.